# All I Wanna Do
"All I Wanna Do" er en dance pop-sang af den australske sangerinde Dannii Minogue fra hendes tredje studiealbum Girl (1997). Sangen blev skrevet af Brian Higgins, Stuart McLennan, Tim Powell og Matt Gray, og blev produceret af Higgins og Gray.
"All I Wanna Do" var en betydelig ændring i Minogues karriere og personlighed, samt hendes album Girl fra hvilken sangen blev taget. Sangen var også Minogues første udgivelse med pladeselskabet Warner Bros. Records.

## Listeplaceringer
Sangen blev udgivet som albummets første single den 11. august 1997 og nåede fjerdepladsen på UK Singles Chart. I Australien nåede sangen ellevtepladsen på ARIA Charts, brugte femten uger på Top 50 og blev certificeret guld.

## Musikvideo
Musikvideoen til "All I Wanna Do" markerede en betydelig stilændring for Minogue og dyrkede et mere seksuelt billede af sangerinden. Videoen indeholder Minogue, der danser foran et kamera. I andre scener kører Minogue på motorcykel og spiller guitar.

## Formater og sporliste
| CD single 1 1. "All I Wanna Do" (Radio version) – 4:29 2. "All I Wanna Do" (12" Extended Mix) – 6:58 3. "All I Wanna Do" (Trouser Enthusiasts' Toys of Desperation Mix) – 11:05 4. "All I Wanna Do" (Xenomania Dream House Mix) – 5:57 5. "All I Wanna Do" (D-Bop's Innocent Girl Mix) – 7:32 6. "All I Wanna Do" (Music video) CD single 2 1. "All I Wanna Do" (Radio version) – 4:29 2. "All I Wanna Do" (Qattara's Mix) – 10:05 3. "All I Wanna Do" (Trouser Enthusiasts' Ultra Sensitive Dub) – 10:16 4. "All I Wanna Do" (Dizzy's Mix) – 7:39 5. "All I Wanna Do" (Sharp "System" Dub) – 7:26 | Europæisk CD single 1. "All I Wanna Do" (Radio version) – 4:29 2. "All I Wanna Do" (Xenomania Dream House Mix) – 5:57 Britiske kassette 1. "All I Wanna Do" (Radio version) – 4:29 2. "All I Wanna Do" (Tiny Tim & The Mekon Dream Dub) – 7:31 Andre remixer 1. "All I Wanna Do" (Sharp "System" Instrumental) – 7:28 2. "All I Wanna Do" (Trouser Enthusiasts' Radio Edit) – 4:11 (senere udgivet på Deluxe Edition) 3. "All I Wanna Do" (Innocent Girl Mix) – 4:43 (senere udgivet på opsamlingsalbummet Unleashed) |

## Hitlister
| Hitliste (1997)                         | Placering |
| --------------------------------------- | --------- |
| Australien (ARIA Charts)                | 11        |
| Belgien (Ultratop Flandern)             | 20        |
| Europa (Eurochart Hot 100 Singles)      | 19        |
| Sverige (Sverigetopplistan)             | 48        |
| Storbritannien (UK Singles Chart)       | 4         |
| Storbritannien (UK Dance Singles Chart) | 1         |